# Michael O'Callaghan
Pour les articles homonymes, voir O'Callaghan.
Pas d'image ? Cliquez ici

a Compétitions nationales et continentales officielles uniquement.

b Matchs officiels uniquement.
Dernière mise à jour le 13 novembre 2021.
Michael William O'Callaghan, ou plus simplement Mike O'Callaghan, ou Mick O'Callaghan, né le 27 avril 1946 à Culverden (Nouvelle-Zélande), est un ancien joueur de rugby à XV, qui a joué avec l'équipe de Nouvelle-Zélande, Manawatu et le Stade toulousain, au poste d'ailier.

## Biographie
Après des débuts brillants en club avec Manawatu (meilleur marqueur en 1969 et 1970) et une participation à la série des All Blacks contre la France en 1968, il poursuit des études de vétérinaire en France, et rejoint ensuite la Grande-Bretagne. Il obtient quatre sélections pour l'Université de Cambridge contre Oxford (appelées blue) en 1974, 1975, 1976 et 1977.
Il a eu sa première cape internationale le 13 juillet 1968, à l’occasion d’un match contre la France. Sa dernière sélection est contre la France le 10 août 1968.

## Statistiques en équipe nationale
- 3 sélections avec les All Blacks
- Sélections par année :  3 en 1968
- 0 point